# Футбол 7×7
Футбол 7×7, также известный как футбол ЦП (англ. CP football) — разновидность футбола, специально созданная для людей с ограниченными возможностями. Включена в программу Паралимпийских игр, также официально признана ФИФА. Международной спортивной федерацией для этого вида спорта является Международная ассоциация реабилитации и спорта для больных церебральным параличом.

## Участники игры
В футболе 7×7 выступают спортсмены, больные ДЦП или какой-либо другой неврологической болезнью. Правила игры упрощены: поле гораздо меньше в размерах, отсутствует правило офсайда, мяч можно сбрасывать из аута одной рукой. Каждый тайм длится 30 минут, между таймами делается 15-минутный перерыв.
В зависимости от болезней участвующих существуют разные классы игроков в футболе 7×7:
- Класс C5: спортсмены, которые испытывают неудобства, когда ходят, но не ощущают никакой боли, когда просто стоят или бьют по мячу.
- Класс C6: спортсмены, страдающие нарушением координации во время бега.
- Класс C7: спортсмены, больные гемиплегией.
- Класс C8: спортсмены с небольшими патологиями, которые всё же носят статус паралимпийцев.

В составе команды должен быть хотя бы один игрок класса C5 или C6. Не допускается более двух игроков класса C8.

## История
С 1978 года проводятся международные игры по футболу 7×7. Первое соревнование было проведено в Эдинбурге, с 1984 года футбол 7×7 включён в список паралимпийских видов спорта. Также каждые четыре года проводится чемпионат мира по футболу 7×7 среди инвалидов, лучшие команды которого квалифицируются на Паралимпийские игры. Последний такой турнир прошёл в 2011 году в Нидерландах, где чемпионом стала сборная России.
На Олимпийских играх в 2000 и 2012 годах Россия выигрывала титулы паралимпийских чемпионов по футболу. Три титула в активе Украины (2004, 2008 и 2016) и Нидерландов (1988, 1992, 1996)